# Cultura do Vietnã

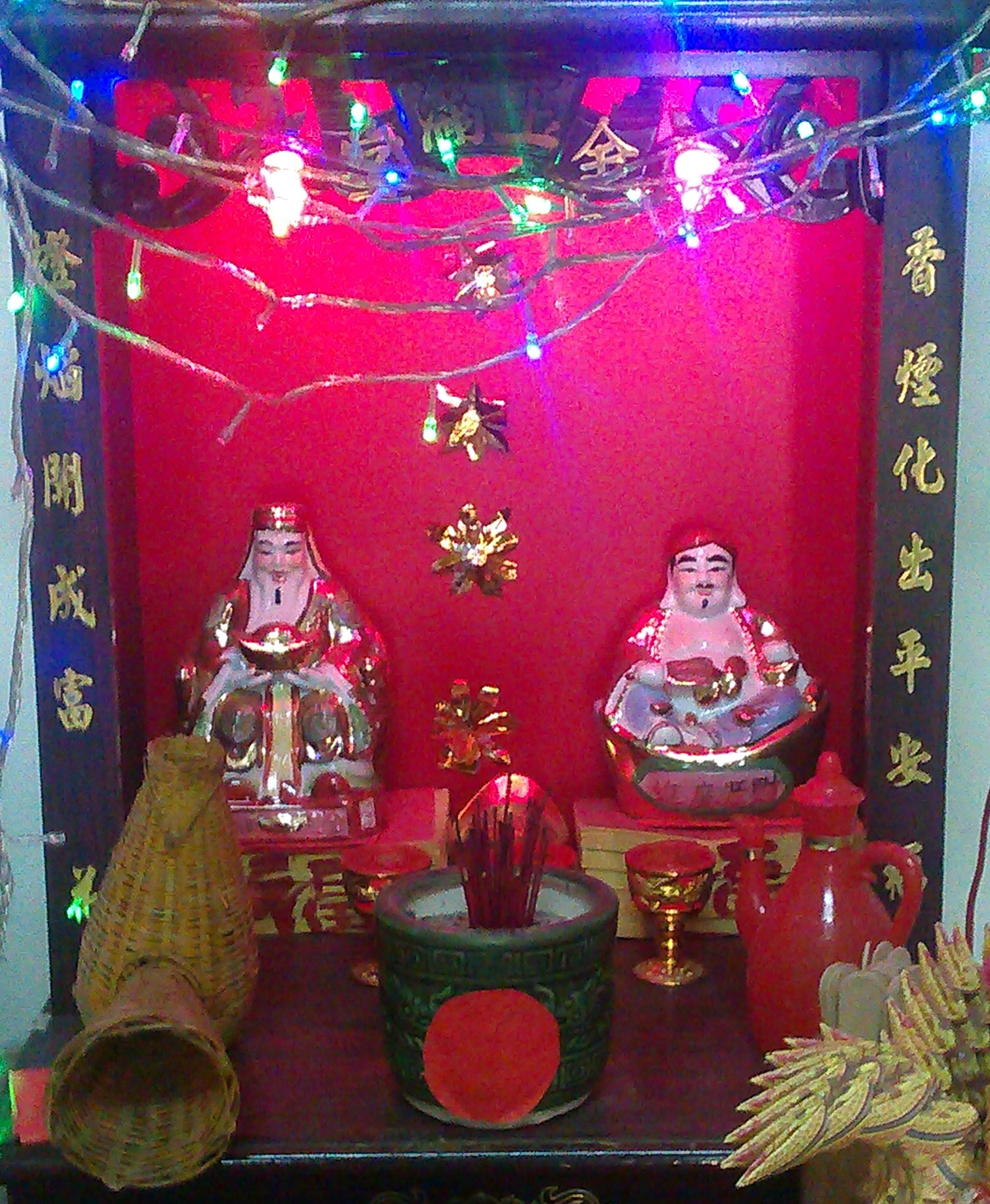
Santuário vietnamita.

A cultura do Vietnã é uma das mais antigas do Sudeste Asiático, tendo a antiga Idade do Bronze e a cultura Dong Son consideradas um dos seus progenitores mais importantes. Devido a mil anos de domínio chinês, a cultura vietnamita é influenciado pela cultura chinesa em termos de política, governo e ética social e moral de Confúcio, com o Vietnã sendo considerado parte da esfera cultural da Ásia Oriental. 
Após a independência da China no século X, o Vietnã começou sua expansão para o sul, vendo a anexação de territórios anteriormente pertencentes à civilização Champa(hoje região central do Vietnã) e partes do império Khmer(hoje sul do Vietnã e Camboja), o que resultou em variações regionais menores em cultura do Vietname devido à exposição a estes diferentes grupos. 
Durante o período colonial francês, a cultura vietnamita recebeu várias influências dos europeus, incluindo a disseminação do catolicismo e a adoção do alfabeto latino. Antes disso, os vietnamitas usavam tanto os caracteres chineses quanto a escrita chamada Chu Nom, que foi baseado no chinês, mas incluiu personagens recém-inventados com a intenção de representar palavras vietnamitas nativas. 
Na era socialista, a vida cultural do Vietnã foi profundamente influenciada pela mídia controlada pelo governo e pelas influências culturais de programas socialistas. Por muitas décadas, as influências culturais estrangeiras foram rejeitadas e a ênfase foi colocada em apreciar e compartilhar a cultura de nações comunistas, como a União Soviética, China e Cuba. Desde os anos 1990, o Vietnã tem visto uma maior reexposição à cultura e mídia asiáticas, europeias e americanas. 
Alguns elementos geralmente considerados característicos da cultura vietnamita incluem veneração ancestral, o respeito pelos valores da comunidade e da família, artesanato e trabalho manual e devoção para os estudos. Símbolos importantes presentes na cultura vietnamita incluem dragões, tartarugas, flores de lótus e bambu.

## Casamento
O casamento tradicional vietnamita é uma das mais importantes ocasiões tradicionais vietnamitas. Independentemente da ocidentalização, muitos dos costumes milenares praticados em um casamento tradicional vietnamita continuam a ser comemorados por vietnamitas residentes no país e no exterior, muitas vezes combinando elementos ocidentais e orientais. 
No passado, era esperado que os homens e mulheres se casassem em idades jovens. Os casamentos eram normalmente arranjados pelos pais e família, com as crianças sendo limitadas a dizer sobre o assunto. No Vietnã moderno, isso mudou, com as pessoas escolhendo livremente seus próprios cônjuges.
Dependendo da tradição de grupos étnicos específicos, o casamento inclui várias etapas e procedimentos relacionados, mas geralmente há duas cerimônias principais:
- Lễ Đám Hỏi (cerimônia de noivado): Algum tempo antes do casamento, o noivo e sua família visitam a noiva e sua família com caixas laçadas e redondas, conhecidas como presentes de noivado. A quantidade de caixas deve ser um número ímpar. Os presentes incluem nozes de areca, folhas de betel, chá, bolo, frutas, vinho, iguarias e dinheiro. Os presentes são cobertas com papel vermelho ou pano da mesma cor, e eles são transportados por moças solteiras ou meninos. Ambas as famílias concordam em escolher uma boa data para o casamento.[1]

- Lễ Cưới (cerimônia de casamento): No dia do casamento, a família e os parentes do noivo partem para a casa da noiva, onde ele pede permissão para levar sua futura esposa para sua casa. Os hóspedes são convidados a acompanharem e celebrar o casamento do casal. O casal reza diante do altar pedindo a seus antepassados a permissão para o casamento deles, em seguida, expressam sua gratidão aos pais, tanto do noivo quanto da noiva, para levantá-los e protegê-lospo.[1]